# Black Sunday (romanzo)
Black Sunday è il primo romanzo dello scrittore statunitense Thomas Harris pubblicato nel 1975.
Si tratta di un thriller alquanto convenzionale che ebbe un certo successo editoriale. La vendita dei diritti cinematografici permise però all'autore di dedicarsi a tempo pieno alla scrittura e di pubblicare i successi incentrati sulla figura di Hannibal Lecter.

## Trama
Michael Lander è il pilota di un dirigibile pubblicitario per le riprese televisive aeree delle partite di football americano. Dietro un'apparenza normale in realtà cela una mente sconvolta: ex prigioniero di guerra in Vietnam, è stato torturato per anni. Dopo un processo davanti alla corte marziale al ritorno in patria e aver visto fallire il suo matrimonio, è animato da propositi suicidi/omicidi e intende portare con sé il maggior numero possibile dei suoi sorridenti compatrioti che vede a decine di migliaia sotto di lui durante ogni partita. Riesce quindi a contattare Dahlia, dell'organizzazione palestinese "Settembre Nero", per realizzare un micidiale attentato terrorista: una carica esplosiva scaglierà migliaia di dardi dal dirigibile sulla folla che gremisce lo stadio a New Orleans, durante la finale del Superbowl, causando un'ecatombe. Settembre Nero intende così attirare l'attenzione del mondo intero sulla questione palestinese. 
Ricevute notizie d'un progetto di attentato negli USA, senza conoscere né la data né il luogo, un agente dell'FBI e uno del Mossad procedono con la massima urgenza per impedirlo. Riescono così a risalire al percorso dell'esplosivo e ai movimenti della terrorista, fino all'inseguimento finale del dirigibile, sventando la strage all'ultimo istante.

## Trasposizione cinematografica
Nel 1977 è stato realizzato l'omonimo film  diretto da John Frankenheimer basato sulla trama del romanzo.

## Edizioni
- (EN)  Thomas Harris, Black Sunday, Hodder and Stoughton, London c1975
- (EN)  Thomas Harris, Black sunday, Bantam New York [etc.] Books, 1976

In lingua italiana
- Thomas Harris, Black sunday, traduzione di Bruno Oddera, Pandora 43; Sperling & Kupfer, Milano c1976, stampa 1977
- Thomas Harris, Black Sunday, traduzione di Bruno Oddera, Superbestseller 48; Sperling Paperback, Milano 1989
- Thomas Harris, Black sunday, traduzione di Bruno Oddera, Onnibus Mondadori, Milano 2000 ISBN 88-04-47501-3
- Thomas Harris, Black sunday, Bestseller Oscar Mondadori, 1 ed. settembre 2001
- Thomas Harris, Black sunday, traduzione di Bruno Oddera, La Repubblica, Roma 2006